# Yves Bernaert
Yves Bernaert (Gent, 27 maart 1937) was een Belgisch hockeyer.

## Levensloop
Bernaert was actief bij La Gantoise HC.
Daarnaast maakte hij deel uit van het Belgisch hockeyteam. Met de nationale ploeg nam hij onder meer deel aan de Olympische Zomerspelen van 1960, 1964 & 1968. Ook maakte hij deel uit van de nationale equipe die in 1959 werd bekroond met de 'Nationale trofee voor sportverdienste'.
Zijn broer Marc was eveneens actief in het hockey.